# Richwood (Ohio)
Richwood is een plaats (village) in de Amerikaanse staat Ohio, en valt bestuurlijk gezien onder Union County.

## Demografie
Bij de volkstelling in 2000 werd het aantal inwoners vastgesteld op 2156.
In 2006 is het aantal inwoners door het United States Census Bureau geschat op 2150, een daling van 6 (-0,3%).

## Geografie
Volgens het United States Census Bureau beslaat de plaats een oppervlakte van
3,1 km², geheel bestaande uit land. Richwood ligt op ongeveer 299 m boven zeeniveau.

## Plaatsen in de nabije omgeving
De onderstaande figuur toont nabijgelegen plaatsen in een straal van 20 km rond Richwood.